# Graptophyllum pictum
Graptophyllum pictum är en akantusväxtart som först beskrevs av Carl von Linné, och fick sitt nu gällande namn av Griffith. Graptophyllum pictum ingår i släktet Graptophyllum och familjen akantusväxter.

## Underarter
Arten delas in i följande underarter:
- G. p. luridosanguineum
- G. p. viride